# Beynac-et-Cazenac
Beynac-et-Cazenac en idioma francés y oficialmente, Bainac e Casenac en occitano,  es una localidad y comuna francesa en la región administrativa de Aquitania, en el departamento de Dordoña. 
El pueblo está clasificado con el sello de calidad de Les plus beaux villages de France (Los pueblos más bellos de Francia).

## Geografía
La comuna se encuentra en la ribera del río Dordoña, a 10 km al sudoeste de Sarlat-la-Canéda.

## Historia
En 1827, las comunas  de Beynac y Cazenac fueron fusionadas bajo el actual nombre.

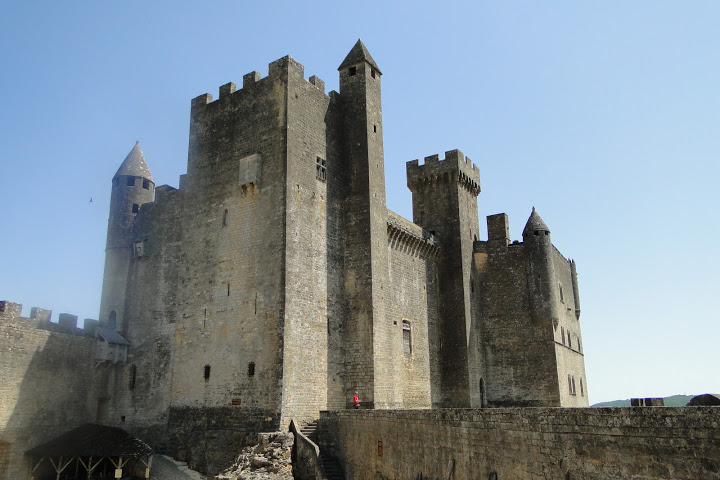
Beynac y Cazenac

## Demografía
| 355 | 410 | 411 | 460 | 498 | 506 |
| Para los censos de 1962 a 1999 la población legal corresponde a la población sin duplicidades (Fuente: INSEE [Consultar]) |     |     |     |     |     |

## Lugares de interés

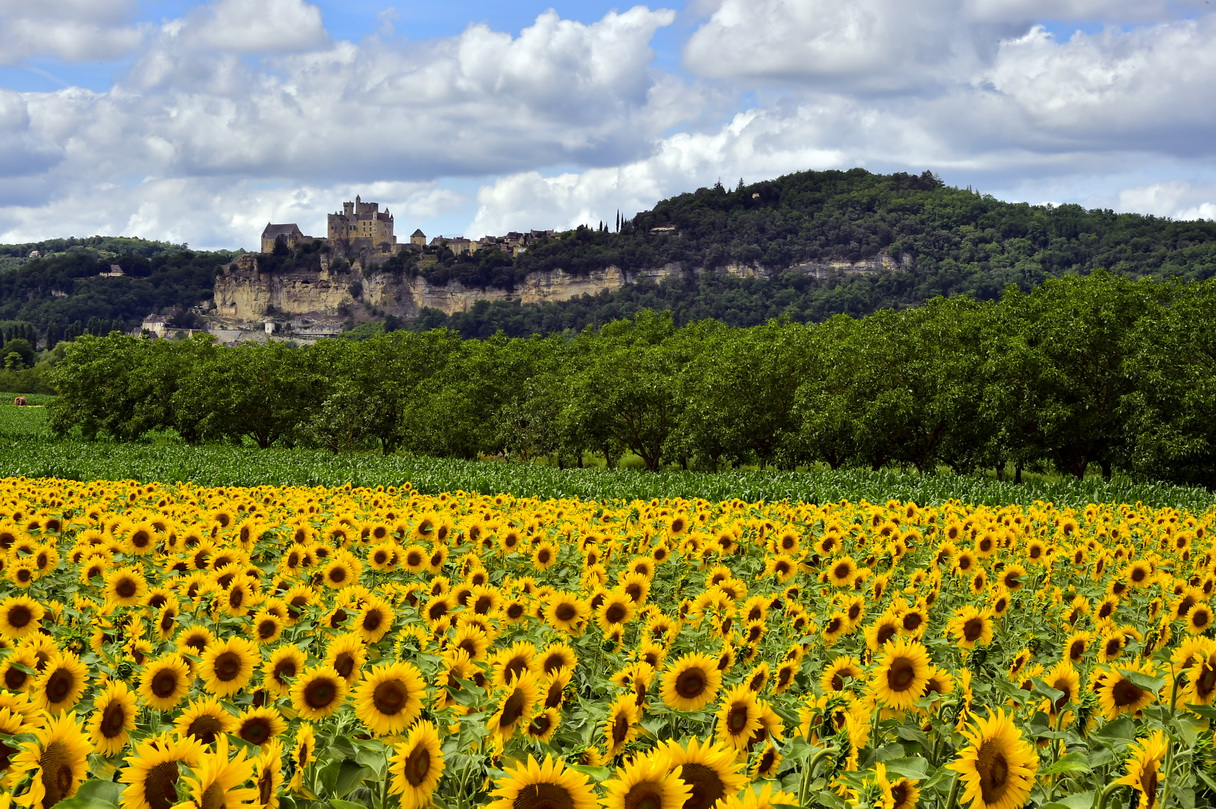
Beynac-et-Cazenac

- Castillo de Beynac, del siglo XII.